# Graslilieneule
Die Graslilieneule (Episema glaucina), zuweilen auch als Veränderliche Graslilieneule oder Graslilien-Zwiebeleule bezeichnet, ist ein Schmetterling (Nachtfalter) aus der Familie der Eulenfalter (Noctuidae).

## Merkmale

### Falter
Die Flügelspannweite der Falter beträgt 26 bis 34 Millimeter. Die Färbung sowie die Zeichnung der Vorderflügeloberseite erreicht eine außerordentlich umfangreiche Variationsbreite. So erscheinen nahezu zeichnungslose Falter sowie Exemplare mit sehr deutlichen Zeichnungselementen. Bezüglich der Farbgebung reicht die Skala von gelblich über rötlich bis zu Dunkelbraun. In Mitteleuropa ist die Farbvariante f. dentimacula vorherrschend. Bei dieser ist die Grundfarbe der Vorderflügeloberseite braun bis dunkel rotbraun.  Ring-, Zapfen- und Nierenmakel sind groß, ocker- oder cremefarben und durch helle Adern miteinander verbunden. Die Submarginalregion sowie Innen- und Vorderrand sind aufgehellt. Die Oberseiten der Hinterflügel haben bei den Männchen eine weißgraue, bei den Weibchen eine hell braungraue Farbe. Auffällig sind die stark bewimperten Fühler der Männchen.

### Ei
Das Ei hat eine kugelige Form. Es ist rötlich bis gelblich gefärbt und ist mit vielen fein gewellten Längsrippen überzogen.

### Raupe
Ausgewachsene Raupen sind walzenförmig und sehr zeichnungsarm, da sie überwiegend unter der Erdoberfläche leben und sich ihrer Umgebung farblich anpassen. Sie haben eine glasig braune Farbe mit einem leicht violetten Schimmer. Die Rückenlinie hebt sich etwas heller hervor. Die Stigmen sind weiß und schwarz gesäumt. An den Seiten des Kopfes und des Nackenschildes befinden sich dunkelbraune Flecke.

### Puppe
Die glänzend rotbraun gefärbte Puppe hat eine kurze gedrungene Form und besitzt einen sehr kurzen, hakenförmig abwärts gebogenen feinen Kremaster.

### Ähnliche Arten
Aufgrund der großen farblichen Variabilität der Graslilieneule ist die Unterscheidung einiger ihrer Formen zu den Arten
- Episema tersa
- Episema gazmanyi
- Episema grueneri
- Episema haemapasta

anhand äußerer Merkmale oftmals schwierig. Zur sicheren Bestimmung ist eine genitalmorphologische Untersuchung anzuraten.

## Geographische Verbreitung und Lebensraum
Die Art ist von Nordwestafrika durch das westliche und südliche Europa bis zum Ural verbreitet, fehlt jedoch in Fennoskandinavien sowie auf den Britischen Inseln. Hauptlebensraum sind warme und trockene Wiesenlandschaften, aufgelassene Weinberge und Steppenheiden.

## Lebensweise
Die Graslilieneule bildet eine Generation pro Jahr. Die Falter fliegen von August bis Oktober. Sie sind nachtaktiv und besuchen in Anzahl künstliche Lichtquellen, selten hingegen Köder. Die Raupen ernähren sich von Lilienartigen (Liliales), beispielsweise von Graslilien (Anthericum), Traubenhyazinthen (Muscari) und Milchsternen (Ornithogalum). Neben den Blättern und Stängeln ernähren sie sich auch von den
Wurzelknollen und Zwiebeln der Nahrungspflanzen. Die Art überwintert im Erdreich als Raupe.

## Gefährdung
In Deutschland kommt die Graslilieneule in einigen Gebieten im Süden und Südosten vor. Auf der Roten Liste gefährdeter Arten wird sie in Kategorie 2 („stark gefährdet“) geführt, in Baden-Württemberg gilt sie lediglich als „gefährdet“ (Kategorie 3).